# Lekkoatletyka na Letnich Igrzyskach Olimpijskich 1960 – rzut dyskiem kobiet

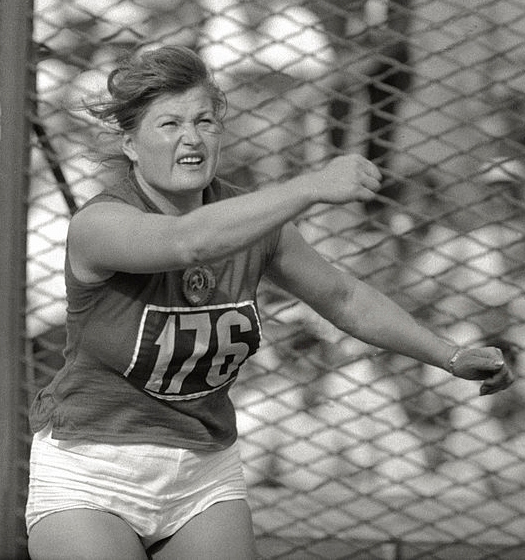
Nina Ponomariowa na igrzyskach olimpijskich w 1960 roku

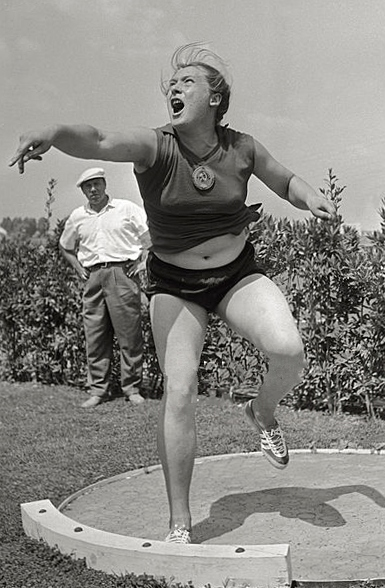
Tamara Press

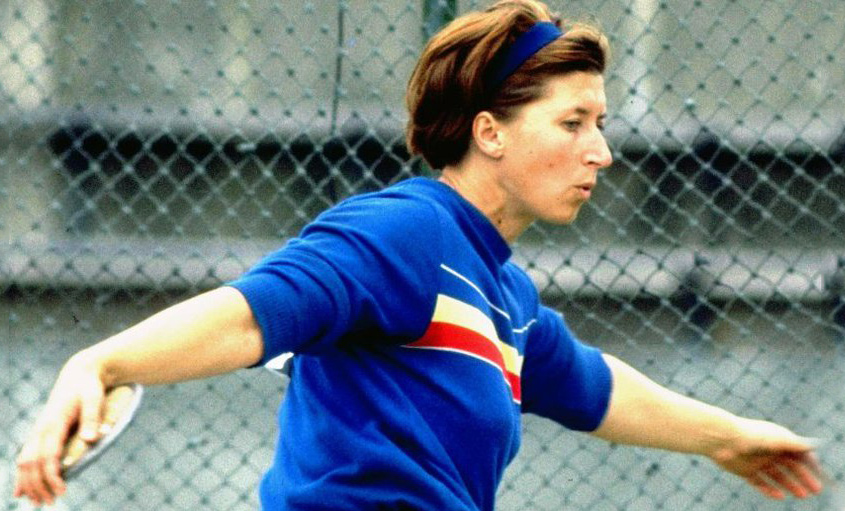
Lia Manoliu

Rzut dyskiem kobiet – jedna z konkurencji lekkoatletycznych rozgrywanych podczas igrzysk olimpijskich w Rzymie.
Obrończynią tytułu mistrzowskiego z 1956 roku była Czechosłowaczka Olga Connolly. Zwyciężyła reprezentantka Związku Radzieckiego Nina Ponomariowa, która była już mistrzynią olimpijską osiem lat wcześniej w Helsinkach. W finale ustanowiła nowy rekord olimpijski z wynikiem 55,10 m.
W zawodach wzięło udział 24 zawodniczki.

## Terminarz
Wszystkie godziny podane są w czasie (CEST).
| Etap       | Data            | Godzina rozpoczęcia |
| ---------- | --------------- | ------------------- |
| Eliminacje | 3 września 1960 | 9:00                |
| Finał      | 5 września 1960 | 15:40               |

## Rekordy
Tabela uwzględnia rekordy uzyskane przed rozpoczęciem zawodów.
|                   | Zawodniczka   | Wynik | Miejsce   | Data                 |
| ----------------- | ------------- | ----- | --------- | -------------------- |
| Rekord świata     | Nina Dumbadze | 57,04 | Tbilisi   | 18 października 1952 |
| Rekord olimpijski | Olga Fikotová | 53,69 | Melbourne | 23 listopada 1956    |

## Wyniki

### Kwalifikacje
Minimum kwalifikacyjne wynosiło 47,00 m.
| Poz. | Zawodniczka            | Reprezentacja     | Próby | Próby | Próby | Wynik | Uwagi |
| Poz. | Zawodniczka            | Reprezentacja     | 1     | 2     | 3     | Wynik | Uwagi |
| ---- | ---------------------- | ----------------- | ----- | ----- | ----- | ----- | ----- |
| 1.   | Nina Ponomariowa       | ZSRR              | 53,68 | –     | –     | 53,68 | Q     |
| 2.   | Irene Schuch           | Niemcy            | 52,22 | –     | –     | 52,22 | Q     |
| 3.   | Tamara Press           | ZSRR              | 51,47 | –     | –     | 51,47 | Q     |
| 4.   | Earlene Brown          | Stany Zjednoczone | 42,43 | 51,17 | –     | 51,17 | Q     |
| 5.   | Kriemhild Limberg      | Niemcy            | 50,86 | –     | –     | 50,86 | Q     |
| 6.   | Jiřina Němcová         | Czechosłowacja    | 49,86 | x     | –     | 49,86 | Q     |
| 7.   | Jewgienija Kuzniecowa  | ZSRR              | 49,36 | –     | –     | 49,36 | Q     |
| 8.   | Štěpánka Mertová       | Czechosłowacja    | 49,34 | –     | –     | 49,34 | Q     |
| 9.   | Lia Manoliu            | Rumunia           | 48,57 | –     | –     | 48,57 | Q     |
| 10.  | Olga Connolly          | Stany Zjednoczone | x     | 48,32 | –     | 48,32 | Q     |
| 11.  | Wivianne Bergh         | Szwecja           | x     | 44,29 | 47,02 | 47,02 | Q     |
| 12.  | Valerie Sloper         | Nowa Zelandia     | 46,91 | 45,79 | 42,80 | 46,91 | Q     |
| 13.  | Kazimiera Rykowska     | Polska            | x     | 46,75 | x     | 46,75 |       |
| 14.  | Jennifer Thompson      | Nowa Zelandia     | 45,94 | 46,74 | 42,93 | 46,74 |       |
| 15.  | Elivia Ricci-Ballotta  | Włochy            | 45,86 | x     | 45,78 | 45,86 |       |
| 16.  | Dorli Hofrichter       | Austria           | 44,94 | x     | 39,26 | 44,94 |       |
| 17.  | Karen Inge Halkier     | Dania             | 41,06 | 42,02 | 43,99 | 43,99 |       |
| 18.  | Hiroko Uchida-Yokoyama | Japonia           | x     | 43,78 | x     | 43,78 |       |
| 19.  | Pam Kurrell            | Stany Zjednoczone | 43,23 | 40,35 | 42,34 | 43,23 |       |
| 20.  | Paola Paternoster      | Włochy            | 43,11 | 41,36 | 42,20 | 43,11 |       |
| 21.  | Suzanne Farmer         | Wielka Brytania   | x     | x     | 41,12 | 41,12 |       |
| 22.  | Milena Čelesnik        | Jugosławia        | x     | 30,84 | x     | 30,84 |       |
| 23.  | Doris Müller           | Niemcy            | x     | x     | x     | NM    |       |
| 24.  | Wu Jin-yun             | Tajwan            | x     | x     | x     | NM    |       |

### Finał
| Poz. | Zawodniczka           | Reprezentacja     | Próby | Próby | Próby | Próby | Próby | Próby | Wynik | Uwagi |
| Poz. | Zawodniczka           | Reprezentacja     | 1     | 2     | 3     | 4     | 5     | 6     | Wynik | Uwagi |
| ---- | --------------------- | ----------------- | ----- | ----- | ----- | ----- | ----- | ----- | ----- | ----- |
| 01 ! | Nina Ponomariowa      | ZSRR              | 44,48 | 52,42 | 53,39 | 51,68 | 55,10 | 54,42 | 55,10 | [ 1 ] |
| 02 ! | Tamara Press          | ZSRR              | 51,64 | 46,82 | x     | 50,92 | x     | 52,59 | 52,59 |       |
| 03 ! | Lia Manoliu           | Rumunia           | 52,36 | x     | 46,29 | 50.59 | 48,78 | 46,96 | 52,36 |       |
| 4.   | Kriemhild Limberg     | Niemcy            | 51,47 | x     | 45,60 | 47,40 | 48,12 | 46,38 | 51,47 |       |
| 5.   | Jewgienija Kuzniecowa | ZSRR              | 51,43 | 51,39 | 50,96 | 49,69 | 50,62 | 51,25 | 51,43 |       |
| 6.   | Earlene Brown         | Stany Zjednoczone | 51,29 | 35,83 | 47,29 | x     | 35,20 | 45,80 | 51,29 |       |
| 7.   | Olga Connolly         | Stany Zjednoczone | 50,95 | 47,46 | 48,82 | NQ    | NQ    | NQ    | 50,95 |       |
| 8.   | Jiřina Němcová        | Czechosłowacja    | 50,12 | 48,62 | x     | NQ    | NQ    | NQ    | 50,12 |       |
| 9.   | Irene Schuch          | Niemcy            | 49,86 | 49,42 | x     | NQ    | NQ    | NQ    | 49,86 |       |
| 10.  | Valerie Sloper        | Nowa Zelandia     | 45,26 | x     | 48,81 | NQ    | NQ    | NQ    | 48,81 |       |
| 11.  | Štěpánka Mertová      | Czechosłowacja    | 48,28 | 46,62 | 38,51 | NQ    | NQ    | NQ    | 48,28 |       |
| 12.  | Wivianne Bergh        | Szwecja           | 42,70 | 43,76 | 43,96 | NQ    | NQ    | NQ    | 43,96 |       |